# Человек ниоткуда (фильм, 2023)
«Человек ниоткуда» — российский художественный фильм режиссёра Рената Давлетьярова, премьера которого состоялась 2 ноября 2023 года. Рассказывает о советском космонавте, который должен был отправиться в космос до Юрия Гагарина. Главную роль в фильме сыграл Александр Метёлкин.

## Сюжет
Действие фильма начинается в 1960 году. Главный герой — советский лётчик Ким Кириллов, которого отправляют в космос в рамках секретного проекта, однако происходит авария, и герой каким-то образом попадает в 2023 год.

## В ролях
- Александр Метёлкин — Ким Кириллов
- Ирина Медведева — Анна
- Иван Злобин — Аркадий, брат Анны
- Варвара Комарова — Даша (из 1960 года) / Даша (в 2023 году, внучка Даши из 1960 года)
- Илья Любимов — главный врач
- Анна Немченко — Вера, подруга Даши
- Пётр Фёдоров — камео, актёр на съёмках фильма

## Создание и оценки
Режиссёр Ренат Давлетьяров, по его словам, изначально хотел снять комедию о путешественнике во времени, но в итоге получился фантастический триллер. Название то же, что у фильма Эльдара Рязанова 1961 года, но Давлетьяров в интервью настаивает, что его картина — полностью оригинальная история. Производством занималась компания «Интерфест» при поддержке Фонда кино.
Премьера фильма состоялась 30 октября 2023 года, выход в театральный прокат — 2 ноября 2023 года.
Рецензент Uralweb.ru называет недостатками фильма слабую игру Варвары Комаровой и сюжетные проблемы, при этом характеризуя «Человека из ниоткуда» как «небезнадёжную попытку снять свой психологический триллер, построенный по лекалам „Острова проклятых“». О тех же минусах пишет и обозреватель «Кинорепортёра», использующий определения «безжизненный симулякр» и «высосанная из пальца нелепость». Рецензент портала Estet охарактеризовал «Человека ниоткуда» как «довольно увлекательную версию» распространённого сюжета «с небанальными поворотами».